# Autohof

Seit 2001 in Deutschland gültiges Autobahnschild

Autobahnschild aus dem Jahr 1947

Ein Autohof ist in Deutschland eine an der Autobahn beschilderte Tank- und Rastanlage. Im Gegensatz zu Autobahnraststätten sind Autohöfe nicht direkt an der Bundesautobahn, sondern über reguläre Autobahnausfahrten erreichbar. Auf Autohöfen befinden sich Tankstellen mit einer Mindestanzahl von Zapfsäulen und Stellplätzen.

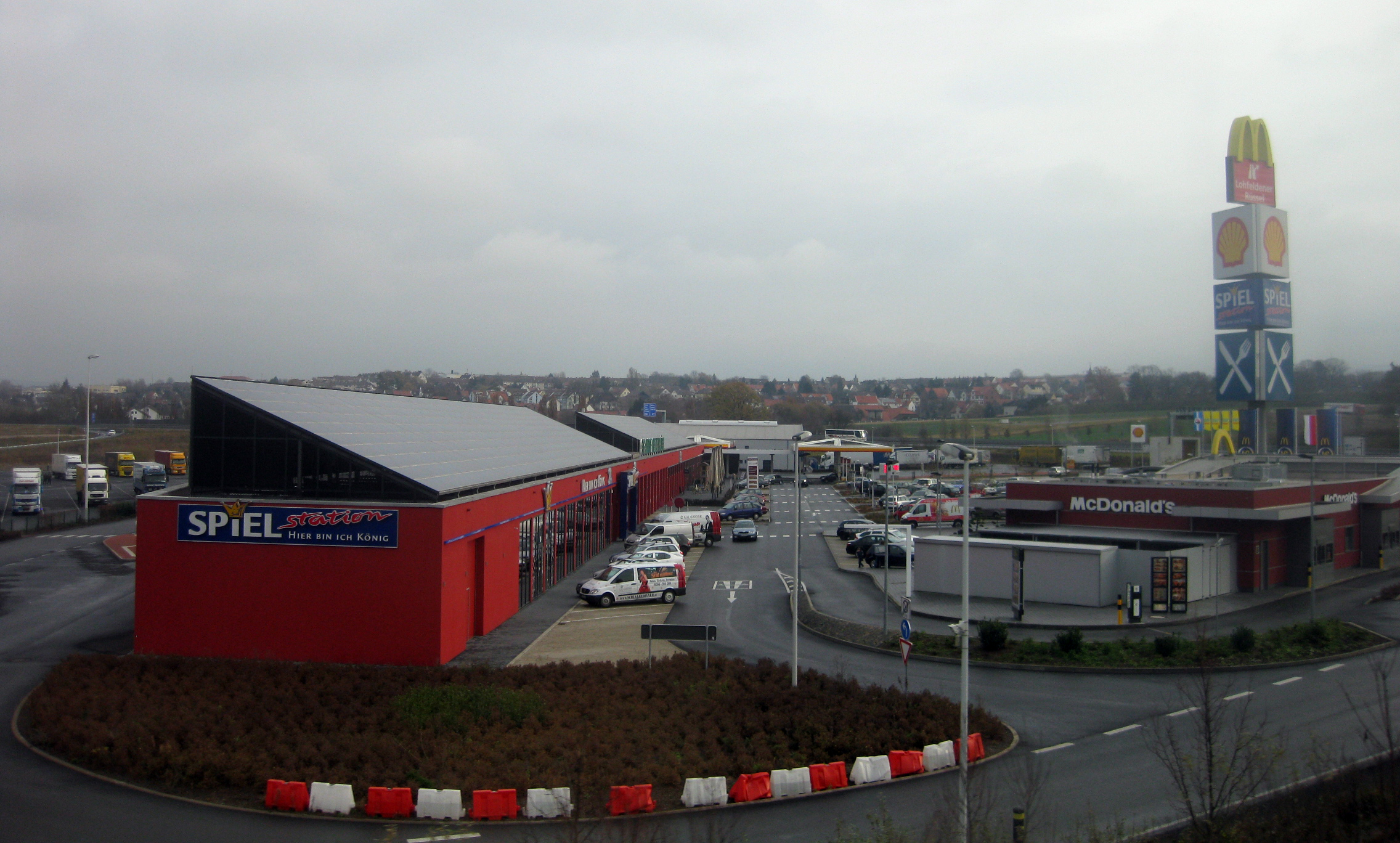
Autohof Lohfeldener Rüssel an der A 49, Lohfelden

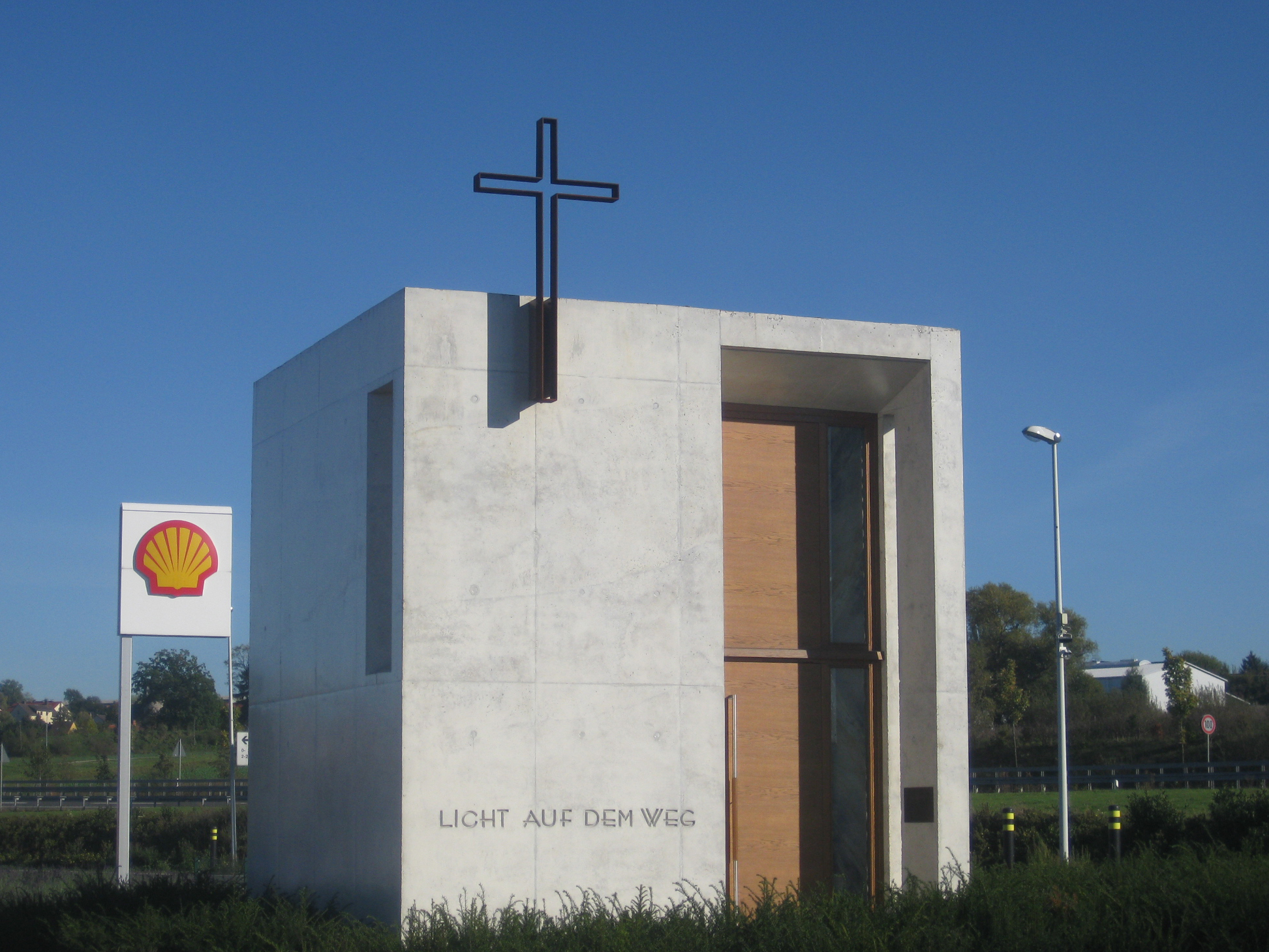
Kapelle auf dem Autohof Lohfeldener Rüssel, Lohfelden

## Voraussetzungen
Anfang 2001 wurde der Begriff „Autohof“ und seine Bedeutung für die Benutzer der Bundesautobahnen und Fernstraßen in die StVO aufgenommen und damit festgelegt. Damit sich eine Rastanlage als Autohof bezeichnen darf und Anspruch auf eine Hinweisbeschilderung im Autobahnnetz hat (Zeichen 448.1), müssen besondere Voraussetzungen erfüllt sein, die in den Verwaltungsvorschriften zur StVO (VwV-StVO) zum Zeichen 448.1 Autohof aufgeführt sind. Hierbei handelt es sich um nachfolgende Kriterien:
- Der Autohof ist höchstens 1 km von der Anschlussstelle entfernt.
- Die Straßenverbindung ist für den Schwerverkehr baulich und unter Berücksichtigung der Anliegerinteressen Dritter geeignet.
- Der Autohof ist ganzjährig und ganztags (24 h) geöffnet.
- Es sind mindestens 50 Lkw-Stellplätze an schwach frequentierten (durchschnittliche tägliche Verkehrsstärke bis 50.000 Kfz) und 100 Lkw-Stellplätze an stärker frequentierten Autobahnen vorhanden. Pkw-Stellplätze sind davon getrennt ausgewiesen.
- Tankmöglichkeit besteht rund um die Uhr; für Fahrzeugreparaturen werden wenigstens Fachwerkstätten und Servicedienste vermittelt.
- Von 11 bis 22 Uhr wird ein umfassendes Speiseangebot bereitgehalten, außerhalb dieser Zeit werden Getränke und Imbiss angeboten.
- Sanitäre Einrichtungen sind sowohl für Behinderte als auch für die besonderen Bedürfnisse des Fahrpersonals vorhanden.[4]

## Abgrenzung zu Autobahnraststätten
Autobahnraststätten sind gesetzlich (§ 15 Abs. 1 FStrG) geregelte „Betriebe an den Bundesautobahnen, die den Belangen der Verkehrsteilnehmer der Bundesautobahnen dienen (z. B. Tankstellen, Motel, bewachte Parkplätze, Raststätten) und eine unmittelbare Zufahrt zu den Bundesautobahnen haben“. Das Angebot dieser Dienstleistungsbetriebe, die auch als „Nebenbetriebe“ an Autobahn-Rastplätzen bezeichnet werden, ist legal definiert.
Nach § 15 Abs. 2 und 3 FStrG ist bei einer Übertragung vom Bau oder Betrieb als Nebenbetrieb an private Dritte, eine jährliche umsatzbasierte Konzessionsabgaben an das Bundesamt für Logistik und Mobilität zu entrichten, die bei den stets privat gebauten und bewirtschafteten Autohöfen nicht fällig werden. Während die Planungshoheit bei Autohöfen den Gemeinden unterliegt, sind Nebenbetriebe an den Bundesautobahnen dort ein rechtlicher Bestandteil, wodurch sie eines Planfeststellungsbeschlusses bedürfen.
Autohöfe haben im Unterschied zu Raststätten keinen unmittelbaren Anschluss an die Autobahn, sondern können durch den Anschluss an das untergeordnete Verkehrsnetz aus beiden Fahrtrichtungen angefahren werden. Dagegen sind BAB-Nebenbetriebe in der Regel nur aus einer Richtung zu erreichen. Des Weiteren dürfen Autohöfe über Werbepylonen auf sich aufmerksam machen, da sie, je nach Bundesland, nur mit einem bis drei Schildern je Fahrtrichtung auf der Autobahn beworben werden dürfen, wohingegen Raststätten über bis zu fünf solcher Schilder pro Fahrtrichtung verfügen. Ein Wettbewerbsvorteil der Autohöfe sind die günstigeren Kraftstoffe, sowie etwas preiswertere Einkaufs- und Gastronomiepreise.
Die Tankstellenpreise der Autohöfe entsprechen in der Regel denen der umliegenden Region. Autohöfe versuchen, die regionale Bevölkerung als Zielgruppe zu gewinnen und sich über gewisse Zusatznutzen, wie beispielsweise einem Barfußpfad am 24-Autohof Gramschatzer Wald (A7), von den Rasthöfen zu differenzieren. Auch ist das gastronomische Angebot der Autohöfe in der Regel vielseitiger (mit Bedienung) und auf längere Verweildauern ausgerichtet, als das der meist im Self-Service betriebenen Schnellrestaurants in Nebenbetrieben. Im Gegensatz zum nahezu monopolistischen Wettbewerb bei BAB-Raststätten, zeichnet sich der Markt zum Einkaufen auf den Autohöfen durch einige größere Markt-Ketten aus.

## Interessenvertretung Vereinigung Deutscher Autohöfe
Die Interessen vieler Autohöfe wird durch die Vereinigung Deutscher Autohöfe (VEDA e. V.) organisiert. Im Jahr 1995 wurde VEDA von Interessen-Vertretern der mittelständischen Autohöfe gegründet. Aktuell sind der VEDA 103 Autohöfe angeschlossen, die von der VEDA erarbeiteten und festgelegten Standards folgen. Erfolge der VEDA sind die Beschilderung von Autohöfen, sowie der Schaffung von rund 10.000 LKW und PKW-Stellplätzen entlang der Autobahnen. Aufgrund der stetig steigenden Anzahl an Übergriffen auf die Lkw, ist die Qualifizierung der Lkw-Parkplätze (Parkplatzmanagement, Premium-Parken) mit Überwachung, die aktuelle Herausforderung für den Verband ist.

## Nutzen der Autohöfe für das deutsche Autobahnnetz
Die VEDA definiert den Nutzen der Autohöfe für das deutsche Autobahnnetz folgendermaßen:
- Autohöfe sind wegen der Bereitstellung von zahlreichen Lkw-Abstellmöglichkeiten ein unverzichtbarer Teil der Infrastruktur der Autobahn
- Ermöglichung der Einhaltung der gesetzlichen Lenk- und Ruhezeiten der Lkw-Fahrer
- Beitrag zur Sicherheit und Leichtigkeit des Verkehrs
- Senkung von staatlichen Aufwendungen – Autohöfe werden privat finanziert, gebaut und betrieben, wodurch staatliche Ausgaben für Raststätten verringert werden können
- Mittelfristiger Abbau des Stellplatzdefizits
- Unterstützung der EU-Bestrebungen zur Vereinfachung des Straßenverkehrs
- Keine Ausgrenzung von Bevölkerungsgruppen bei der Versorgung an der Autobahn

Ein weiterer Aspekt ist die Versorgung von neuen Autobahnstrecken durch die wesentlich kürzere Entwicklungszeit – von Planung bis Baugenehmigung – von Autohöfen im Vergleich zu staatlichen Autobahnraststätten.

## Entstehung und Entwicklung in Deutschland
Eine der ersten Einrichtungen mit dem Namen „Autohof“ entstand noch vor dem Bau der Autobahnen in der zweiten Hälfte der 1920er Jahre, u. a. am Botanischen Garten in Berlin-Lichterfelde.
Der erste deutsche Autohof nur für Lkw wurde im Jahr 1931 in Hamburg-Borgfelde an der Eiffestraße 56, als ein sogenannter Autobahnhof mit Namen „Fernkraft“ eröffnet. Dort konnten alle Reparatur-Arbeiten, Ersatzteile usw. organisiert werden und es wurde für Leib & Seele, sowie für eine ordentliche Übernachtung gesorgt. Dort gab es 1932 die erste organisierte Laderaum-Vermittlung auf einem Autohof, wobei vorher diese Fracht-Vermittlungen nur am Rande einer Stadt, an den großen Reichsstraßen vorhanden waren.
Autohöfe an Autobahnen waren von Anfang an hauptsächlich als Abstellanlagen für den Güterfernverkehr gedacht. Sie boten gegen Ende der 1930er Jahre günstige Übernachtungsmöglichkeiten für die Fernfahrer sowie Wartungs-, Tank- und Waschmöglichkeiten für die Lkw. Im Jahr 1938 gab es zusätzlich auf den Autohöfen bereits 43 Laderaumverteilstellen. Ziel war es zum damaligen Zeitpunkt auch, das Umladen von Gütern auf die Autohöfe zu verlegen, damit der Verkehr in den Innenstädten nicht noch zusätzlich durch die Fernlastzüge belastet würde. Ein Autohof sollte zum einen die Nähe zu Industriezentren berücksichtigen, zum anderen unmittelbar an einer wichtigen Bundesstraße liegen. Der Anschluss an eine Autobahn war damals noch nicht oberstes Auswahlziel. Dennoch entwickelten sich die Autohöfe mit dem Ausbau des Fernstraßennetzes insbesondere an den Autobahnen, da diese zunehmend die Rolle bedeutender Ein- und Ausfahrtstraßen der Städte übernahmen.

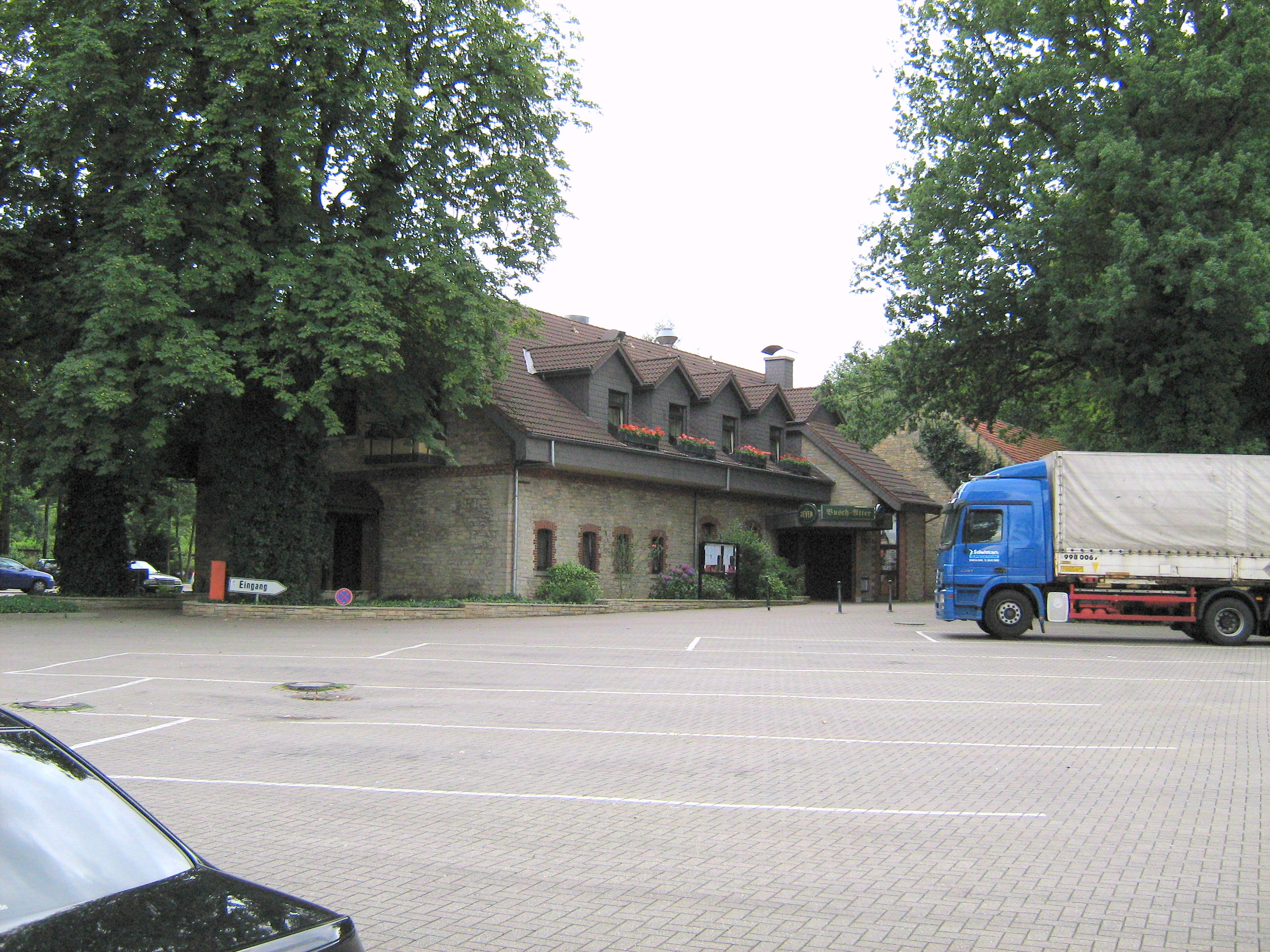
Autohof Osnabrück
BAB 1 Abf. 71 - Osnabrück-Hafen

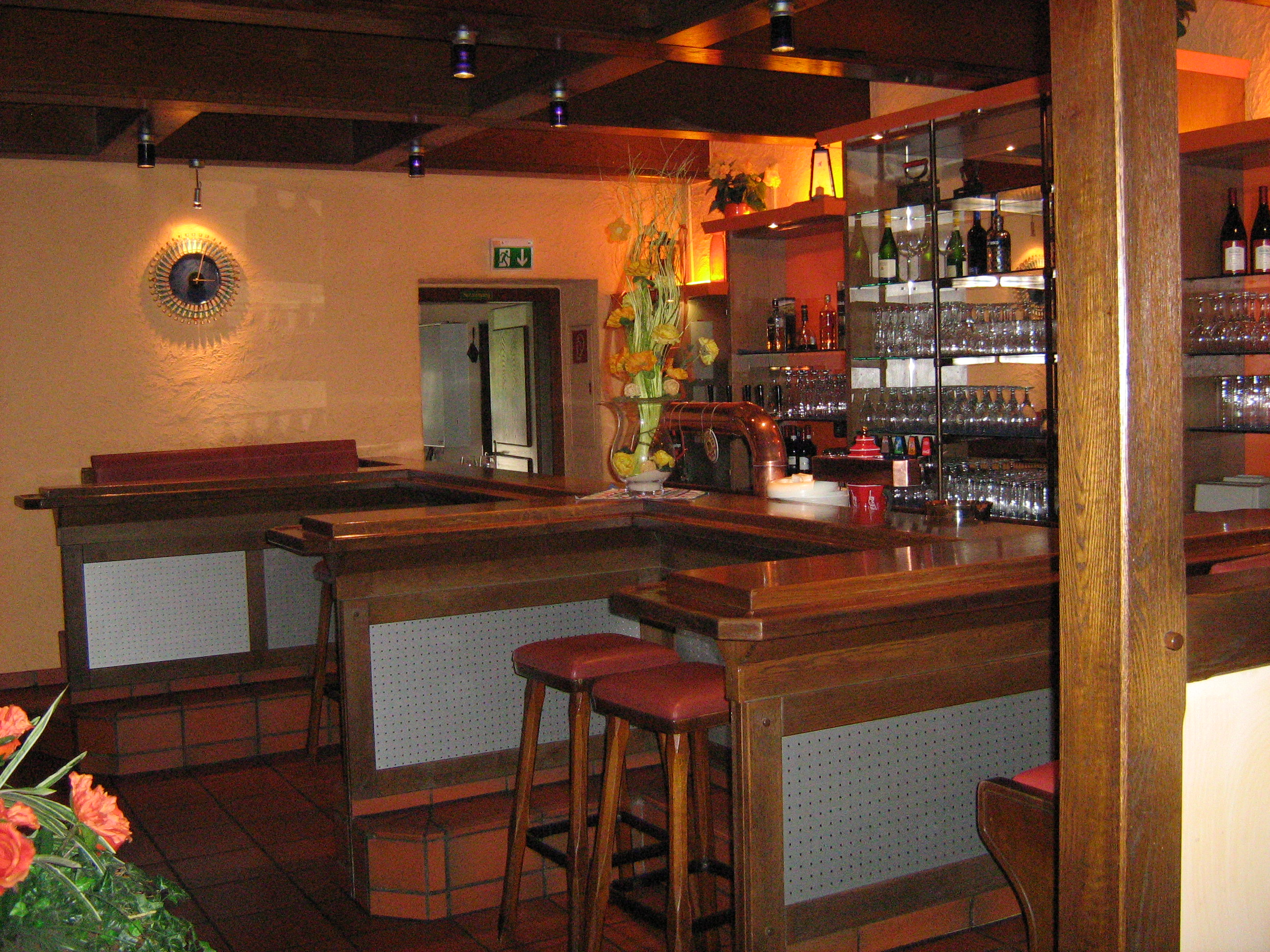
Autohof mit Fernfahrer Theke
Osnabrück - BAB Abf. Hafen

Während die erste Raststätte Deutschlands 1936 in Rodaborn bei Triptis in Thüringen entstand, entwickelten sich die ersten strategisch geplanten und komplett gebauten Autohöfe, die der derzeitigen Auffassung vom Begriff Autohof entsprachen, schon ab den 1930er Jahren. Auslöser für deren Verbreitung war vor allem das steigende Transportvolumen und die gleichzeitige strengere Regulierung der Pausen- und Ruhezeiten der Fernfahrer, wodurch der Parkplatzbedarf rapide anstieg und nicht mehr von den bundeseigenen Raststätten gedeckt werden konnte. Private Investoren und internationale Mineralölkonzerne versuchten diese Versorgungslücke zu schließen und siedelten ihre privat bewirtschafteten und meist an Einzelbetreiber verpachteten Autohöfe zuerst vor allem an Autobahnausfahrten an Nord-Süd-Fernrouten mit überdurchschnittlichem Anteil internationalen Güterverkehrs an.
Nach der deutschen Wiedervereinigung sowie im Zuge der EU-Ost-Erweiterung weiteten sie ihre Standorte auch auf Ost-West-Verbindungen aus, um den auch auf diesen Routen stark wachsenden Handelsverkehr entsprechend bedienen zu können. Hinzu kamen weitere private Anbieter und auch weitere Mineralölkonzerne, die inzwischen alle über große Autohofnetze verfügen.
Zunächst waren in den 1980er Jahren besonders internationale Lkw-Fahrer, die die Autohöfe, neben der reinen Tankstellenfunktion, auch zur Einhaltung ihrer Ruhezeiten frequentierten, als neue Zielgruppe adressiert. Da vor allem die Fernfahrer aus den MOE-Staaten sehr wenig in den Raststätten der Autohöfe verzehrten, wurden ab Mitte 1990 nach und nach auch Lkw-Parkgebühren verlangt. Des Weiteren richteten sich die Raststätten auf den Autohöfen auch auf Pkw-Fahrer und Busreisende aus. Zum Ende der 1980er und Anfang der 1990er Jahre wurden zunächst die Restaurants und Tankstellenbereiche an Autohöfen zusammengeführt, die Shopflächen vergrößert und Bistros im Shopbereich eröffnet, ehe später auch Fast-Food-Ketten integriert wurden.
Außerdem werden vermehrt auch Zusatzangebote wie beispielsweise Kfz-Dienstleistungsbetriebe, insbesondere Waschanlagen und Werkstätten, Hotels, Biergärten, Spielplätze oder auch Entertainmentcenter realisiert, um  auch regionale Kunden zu erreichen.
Mit Gründung der VEDA wurden Gespräche im Bundesverkehrsministerium mit dem Ziel geführt, um Kriterien für eine offizielle Beschilderung zu erwirken. Im Jahr 1994 konnten am Euro Rastpark Schweitenkirchen und am Rasthof Vechta die ersten offiziellen Autohof-Schilder errichtet werden und im Jahr 2001 wurden die erarbeiteten Kriterien auch in die StVO übernommen. In einem Modellprojekt mit dem Bundesland Baden-Württemberg, gab es seit 2012 erstmals am 24-Autohof Bad Rappenau eine Beschilderung auf der Autobahn, in die eine Lkw-Parkplatzzählung integriert wurde. Aufgrund der zunehmenden Parkplatznot auf deutschen Autobahnen konnte die VEDA mit einigen Bundesländern (Bayern, Baden-Württemberg, Hessen, Niedersachsen und Sachsen-Anhalt; Stand 2016) die Aktion „Parkplätze gegen Schilder“ ins Leben rufen. Dabei dürfen Autohöfe mit einem zweiten Hinweisschild je Fahrtrichtung auf der Autobahn beworben werden, wenn sie im Gegenzug 50 % mehr Lkw-Stellplätze errichten, als die gesetzlich geforderten.
Um der in den letzten Jahren ebenfalls deutlich gestiegenen Kriminalität auf den Lkw-Stellplätzen der Autohöfe entgegenzuwirken, gibt es seit 2016 ein Konzept der VEDA, mindestens 20 zertifizierte „Premium bzw. Quality Lkw-Parkplätze“ bauen zu lassen. Bis Sommer 2016 waren bereits acht Premium-Stellplätze für Lkw eröffnet worden. Diese sind umfassend kameraüberwacht und haben Einfahrtskontrollen, wodurch Warendiebstähle und Übergriffe auf Lkw-Fahrer reduziert werden können.
Stand Mai 2024 verfügten die mehr als 100 Autohöfe des Branchenverbands VEDA bereits über rund 1 500 Schnellladepunkte (High-Power Charger) mit Leistungen bis zu 350 kW; weitere etwa 900 Ladepunkte befinden sich in Planung. Hierbei profitieren sie von der direkten Erreichbarkeit aus beiden Fahrtrichtungen der Autobahn und aus der Region, wodurch mit geringeren Kosten ein breiteres Nutzerspektrum bedient werden kann. Der US-amerikanische Autobauer Tesla Motors positioniert aus diesem Grund seine Supercharger-Stationen ausschließlich an Autohöfen, nicht jedoch an Raststätten.

## USA
Truck Stops, die amerikanischen LKW-Rastplätze, sind optional mit Waagen für Gespanne und elektrifizierten Stellplätzen ausgestattet. Da in den USA Achslasten engen Vorschriften unterliegen und der Kraftstoffvorrat zum Fahrzeuggewicht beiträgt, können Fahrzeuge und Gespanne protokolliert gewogen werden, um nicht bei staatlichen Waagen, den Weigh Stations, mit Strafen für Überlasten belangt zu werden. IdleAir ist ein Anbieter, der Anlagen für Klimatisierung, Kommunikation und Stromanschluss für rastende LKWs an einigen Rastplätzen anbietet, um die Notwendigkeit von im Stand laufenden Motoren zu ersetzen.